# 英桑战争
英桑战争（Anglo-Zanzibar War）是于1896年8月27日发生于英国和桑给巴尔苏丹国之间的战争。战事总共持续了38至45分钟，为史上有记载的最短战争。
1896年8月25日，亲英的桑给巴尔苏丹哈马德·本·杜威尼去世。接替王位的是哈立德·本·巴伽什，而非英方倾向的哈茂德·本·穆罕默德。根据1886年英桑协定，苏丹即位需获得英国领事准许，但哈立德并未获得许可。英国以此为战争借口向哈立德发出最后通牒，要求其放下武器并离开王宫。哈立德召集王宫卫兵并封锁了王宫。
东非时间8月27日9时00分，最后通牒期限已过。英方于海港区域集结三艘巡洋舰、两艘巡逻舰、150名海军陆战隊員和海軍士兵，另有900名桑给巴尔士兵。皇家海军部队由海军少将哈里·罗森指挥，亲英桑给巴尔部队则由桑给巴尔陆军准将劳埃德·马修斯指挥（马修斯亦为桑给巴尔首席部长）。近2,800名桑给巴尔人保卫王宫，多数为征召平民，但亦包括苏丹王宫卫兵及数百名仆从和奴隶。守军亦拥有数门火炮和机枪，置于王宫前方，指向英国舰船。9时02分炮击开始，王宫起火，守军火炮作废。英军在海上交锋中击沉桑给巴尔格拉斯哥号皇家游艇以及两艘小型舰船。亲英桑给巴尔军向王宫推进，受到机枪射击，但未受任何损失。王宫旗帜后遭击落，冲突于9时40分结束。
苏丹一方伤亡近500人，而英方仅有一名海軍士兵负伤。哈立德逃至德国领事馆寻求庇护，然后逃亡德属东非（今坦桑尼亚大陆部分）。英国迅速立哈茂德为苏丹，建立亲英傀儡政权。桑给巴尔苏丹国就此丧失主权，英国对其影响逐渐加深。

## 背景

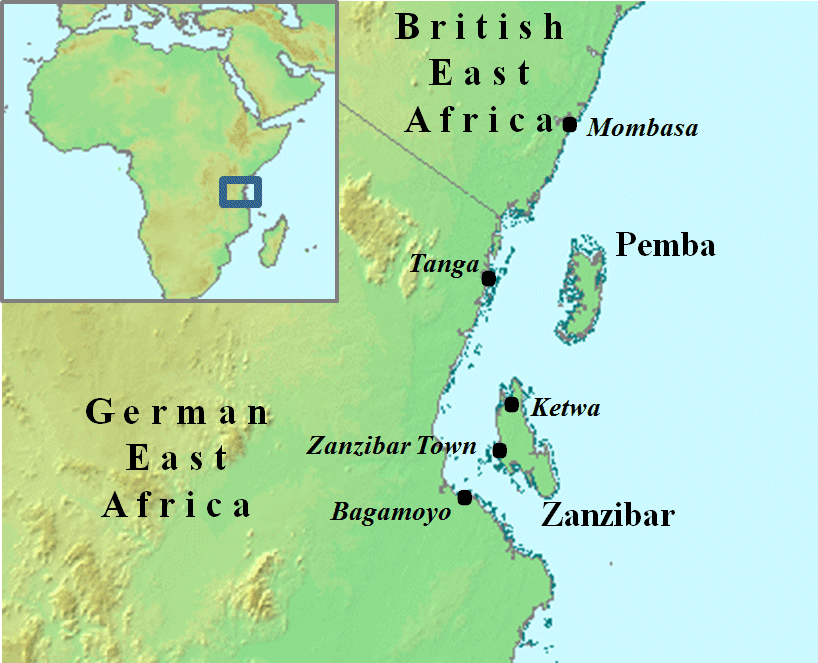
桑给巴尔岛及非洲大陆

桑给巴尔为印度洋岛国，与坦噶尼喀隔海相望，今为坦桑尼亚的一部分，其主岛为温古贾岛（亦称桑给巴尔岛）。1499年葡萄牙殖民此地，1698年阿曼夺取该岛，此后对其进行名义上的统治。1858年苏丹马吉德·本·赛义德宣布该岛自阿曼独立，英国对此予以承认。1873年6月英国向第二任苏丹及哈立德之父巴伽什·本·赛义德发出最后通牒，要求其取缔奴隶贸易，否则将对桑给巴尔进行军事封锁，巴伽什被迫从命。日后发现的上级指令却表明即便巴伽什不从，英方也不当立即采取过激举措。
此后的苏丹将首都及政府所在地设于桑给巴尔城，并于海滨建王宫。战争前的王宫建筑群包括主宫、后宫及奇迹屋。奇迹屋据传为东非首幢通电的建筑。宫殿建材主要为当地木料，并无防御能力。三幢主要建筑相邻且平行，以悬空木桥相连接。
在一段时间的友好往来后，英国于1886年承认桑给巴尔主权地位，并总体上与桑给巴尔及其苏丹保持了友好关系。然而德国对东非亦具有野心，由此英德两国在19世纪后期于此就贸易和领土展开争夺。苏丹哈利法·本·赛义德将肯尼亚土地权授予英方，将坦噶尼喀土地权授予德方，此二区域亦逐渐废除了奴隶制。由于奴隶贸易利润丰厚，诸多阿拉伯统治阶层对废奴举措表示不满，不满情绪还导致了局部叛乱的发生。此外，坦噶尼喀德国当局拒绝悬挂苏丹国国旗，导致德国军队同当地人发生冲突。发生于坦噶的冲突导致20名阿拉伯人丧生。
哈利法派遣劳埃德·马修斯准将（前英国皇家海军上尉）指挥桑给巴尔军队前往坦噶尼喀，恢复当地秩序。军事行动大体获得成功，但当地反德情绪仍旧严重。巴加莫约的冲突导致150名当地人丧生，而凯特瓦的德国官员及仆从则被杀害。哈利法授予不列颠东非公司广泛贸易权；不列颠东非公司与德方合作，通过海上封锁试图遏制国内奴隶贸易。1890年哈利法过世，阿里·本·赛义德即位。阿里立令取缔国内奴隶贸易（但拥奴仍旧合法），宣布桑给巴尔为英国保护国，并任命马修斯为首席部长，领衔内阁。英国亦获得了对日后苏丹即位的否决权。
阿里即位同年，英国和德国亦签署了《黑尔戈兰-桑给巴尔条约》，正式划定了东非的势力范围，将德方于桑给巴尔的权利赋予英方。英国政府由此在桑给巴尔获得了更大的影响力，并试图借此根除奴隶制（英国早在1804年即有此企图）。
1893年哈马德·本·杜威尼即位为苏丹，与英国保持了密切的联系，但子民对于英国的影响力、英国军队及奴隶贸易的废除颇为不满。为遏制不满情绪，英国当局准许苏丹集结一支为数1,000人的王宫卫兵队伍，但卫兵很快与英国领导的警察发生了冲突。桑给巴尔城的欧裔居民亦对卫兵的行为表示不满。

## 8月25日
东非时间1896年8月25日11时40分（协调世界时8时40分），哈马德突然驾崩。其29岁的侄子哈立德·本·巴伽什（有人怀疑哈立德刺杀了哈马德）在未经英方许可情况下进入桑给巴尔城王宫，由此违反了阿里时期的条款。英国当局希望较亲英国的哈茂德·本·穆罕默德能够即位为下任苏丹。英国驻桑给巴尔领事及外交专员巴兹尔·凯夫和马修斯均对哈立德发出警告，望其谨慎行事。三年前阿里过世时哈立德希望夺取王位，但在时任英国总领事伦内尔·罗德劝阻之下，哈立德宣布此事作罢。
但这次哈立德没有听取凯夫的意见，并下令王宫卫队指挥萨利赫上尉在王宫广场集结士兵。当日广场上已有近2,800人，装备来复枪和滑膛枪，多数为应征平民，但亦包括700名支持哈立德的桑给巴尔非洲民兵。苏丹亦拥有数门马克沁机枪、一门加特林机枪、一门17世纪铜制加农炮和两门12磅野战炮，均瞄准海港内的英国船只。12磅磅野战炮为德意志皇帝威廉二世赠予苏丹的国礼。苏丹军亦获取了桑给巴尔海军的控制权，军力包括一艘木制单桅纵帆船——格拉斯哥号皇家游艇，1878年为苏丹订制，原型为英国格拉斯哥号巡防舰。
马修斯和凯夫亦开始集结军队。军队包括威尔特郡团中尉亚瑟·雷克斯（指派至桑给巴尔陆军，拥有准将军衔）指挥的900名桑给巴尔非洲民兵。停泊于港内的珍珠级防护巡洋舰菲洛墨拉号及红胸级巡逻舰画眉号亦派出150名海軍士兵及海军陆战隊員上岸备战。在奥卡拉汉上尉指挥之下，海军队伍在受命15分钟后上岸集结，准备应对可能发生的当地民众骚乱。英国公民则至英国领事馆寻求庇护，由画眉号沃森中尉指挥海軍官兵保护。麻雀号巡逻舰亦开入港口，停泊于画眉号一侧及王宫正对面。
英国外交官员对雷克斯指挥的非洲民兵有一定疑虑，但事实表明民兵颇为可靠，训练精良，在东非有多次作战经历。在战争中他们是唯一受到守方攻击的陆军队伍。雷克斯军装备有两门马克沁机枪及一门八磅加农炮，驻扎于附近的海关内。哈立德试图要求美国领事理查德·莫恩承认其即位合法性，但莫恩回复：“由于即位未获女王陛下政府认可，我方无法做出回复”。
凯夫继续向哈立德发出讯息，要求哈立德放下武器，离开王宫并返回府第，但哈立德拒绝听从，并回复称将于15时00分宣布即位。凯夫称这一举措将视同叛变，英国政府将拒绝承认即位合法性。14时30分，哈马德遗体完成下葬，30分钟后王宫礼炮准时打响，哈立德正式宣布即位。凯夫在未获政府批准情况下无权开火，于是向伦敦索尔兹伯里勋爵政府外交部发出电报：“若此局势无法以和平手段解决，我方是否有权下令军舰对王宫开火？”与此同时，凯夫通知各国领事，所有旗帜均当降半旗以悼念哈马德。唯一未降半旗的旗帜为哈立德王宫内的一面大红旗。凯夫亦要求诸领事不要承认哈立德即位的合法性，诸领事表示同意。

## 8月26日
8月26日10时00分，射手级防护巡洋舰浣熊号驶入桑给巴尔港，停泊于画眉号和麻雀号旁。14时00分，埃德加级防护巡洋舰及开普和东非舰队旗舰圣乔治号亦驶入海港。舰上为海军少将哈里·罗森、英国海军陆战隊員和海軍士兵。与此同时，索尔兹伯里勋爵对凯夫电报做出回复，准许凯夫和罗森以任何方式罢黜哈立德。其电报称：“你有权使用任何必要手段，女王陛下政府将予以支持。但倘若无法保证成功，请勿擅自行动。”
凯夫继续试图同哈立德进行周旋，但谈判最终无果，于是罗森发出最后通牒，要求哈立德在8月27日9时00分前撤下旗帜并离开王宫，否则英方将会开火。当日下午，所有商船均撤离港口，英国妇女和儿童则登上圣乔治号及一艘英印轮船公司船只以保安全。同日晚上，莫恩称：“桑给巴尔寂静得令人恐惧。平日理当可闻鼓擂或孩童哭啼，但此夜却全然无声。”

## 8月27日
8月27日8时00分，哈立德派出使节，希望同凯夫进行商议，凯夫则回复称哈立德只有接受最后通牒才可豁免。8时30分，哈立德另一名使节称：“我方无意撤下旗帜，亦不认为你方将对我方开火”。凯夫则回复：“我方无意开火，但倘若你方不从，我方将别无选择。”8时55分，王宫方仍无回应，罗森即于圣乔治号上发出“准备战斗”指令。
9时00分整，劳埃德·马修斯下令英国舰船开火。9时02分，浣熊号、画眉号和麻雀号同时对王宫开炮。画眉号的第一炮立刻摧毁了一门12磅加农炮。近三千名卫兵、仆从及奴隶躲藏于木构王宫之内，以木箱、柴草及橡胶作为屏障，但高爆性炮弹仍旧导致大量伤亡。最初有消息称哈立德已被捕，并将流放印度，但事实是哈立德已经逃离了王宫。路透社记者称哈立德“哈立德和阿拉伯统治阶层在第一炮时即逃窜，抛下其奴隶和随从，任其孤军作战”，但其他报道则称他在一段时间后才逃离。9时40分炮击结束，此时王宫和后宫均已起火，哈立德的火炮均已作废，其旗帜则遭斩落。
炮击时在海上亦发生了一小规模的交锋。9时05分，陈旧的格拉斯哥号以其七门9磅火炮和一门加特林机枪（为维多利亚女王的国礼）对圣乔治号开火。英方反击，击沉格拉斯哥号，但由于港口水深程度有限，格拉斯哥号船桅仍位于水面之上。船员挂起英国国旗以示投降，英方则派出海軍士兵乘小艇援救。两艘桑给巴尔蒸汽快艇对画眉号开火，画眉号将之击沉。陆上亦有一定交火：雷克斯的非洲民兵向王宫挺近，途中受到枪击，但并无太大损失。炮击停止时战事已宣告完结。英国控制了全城及王宫，当日下午英方所偏好的哈茂德·本·穆罕默德即位为新任苏丹，但其权力受到大幅度限制。战争过程中英方舰船和船员共发射近500发炮弹、4,100发机枪弹药和1,000发来福枪弹药。

## 结果
炮击过程中近500名桑给巴尔人伤亡，其中死者多数死于王宫大火。参戰者死伤数目不明，但哈立德的炮兵队伍据说已“彻底摧毁”。英方仅有画眉号上一名士官受重伤，但日后康复。大多数桑给巴尔居民支持英方，但城内的印度居住区则受劫掠，近20人丧生。蒙巴萨派遣出150名英軍锡克士兵，巡逻桑给巴尔街道以维持秩序。圣乔治号和菲洛墨拉号的艦上士兵则上岸执行消防任务，以控制由王宫蔓延至附近海关仓库的火势。海关仓库中储藏有大量炸药，引发担忧，但所幸爆炸并未发生。

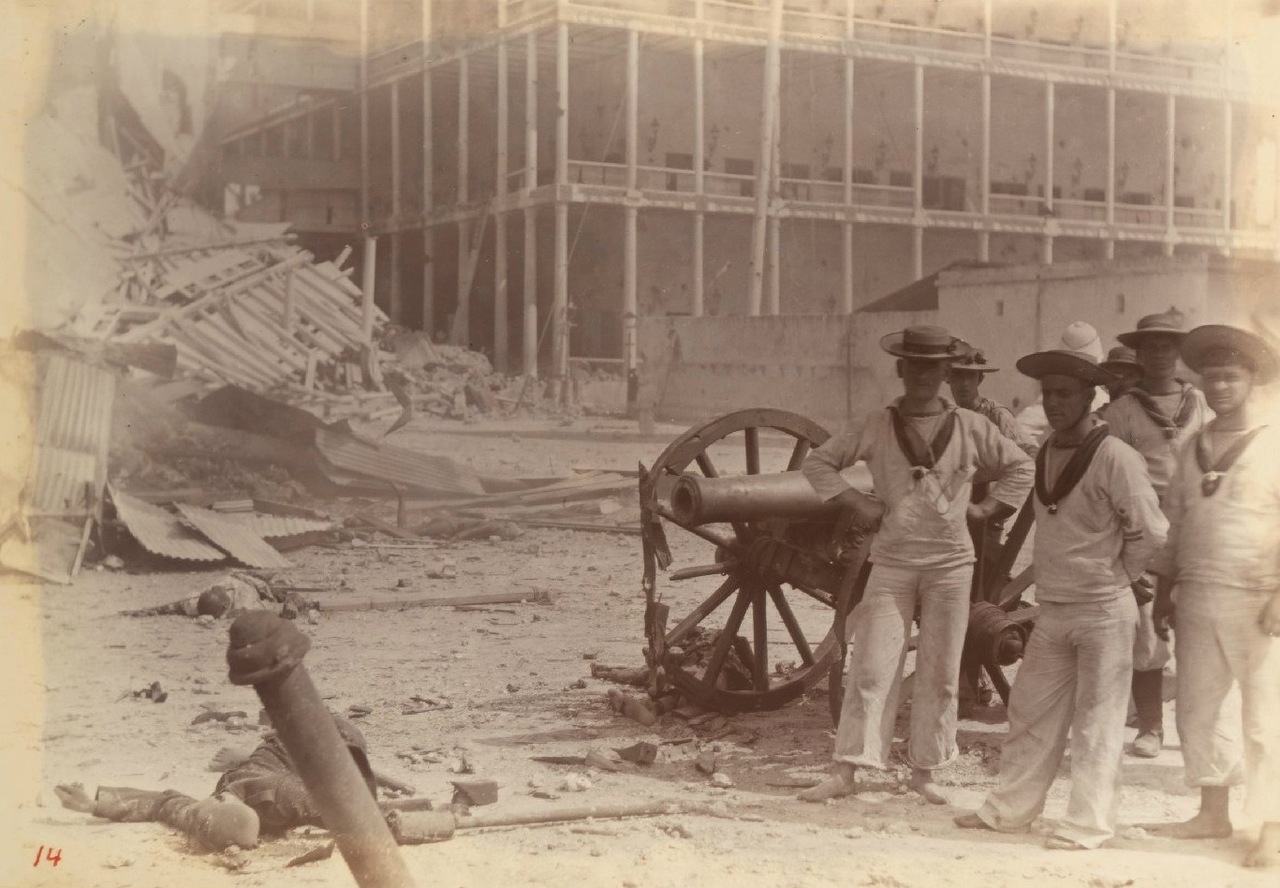
英国海軍士兵于王宫外同一捕获加农炮合影

哈立德、萨利赫及近四十名随从逃离宫殿，前往德国领事馆寻求庇护。十名德国海軍士兵及海军陆战隊員受命保护哈立德，马修斯则派英国士兵驻于领事馆外，准备在哈立德等人离开时进行逮捕。英国提出引渡请求，但由于英德引渡协定不包括政治囚犯，故德国领事拒绝交出哈立德，而是承诺将哈立德送往德属东非，“再不踏上桑给巴尔领土一步”。10月2日10时00分，德国海军海鹰号驶入港口，其一艘小艇借高潮驶入领事馆花园，由此哈立德直接由领事馆区踏入德国舰船，免于被捕。他登上海鹰号，然后前往德属东非达累斯萨拉姆。1916年第一次世界大战东非战役期间，英军捕获了哈立德，并将他遣送至塞舌尔和圣赫勒拿。日后哈立德获准返回东非，并于1927年死于蒙巴萨。作为惩罚，英方要求哈立德支持者对英军弹药成本及劫掠损失进行补偿，总额达300,000卢比。
哈茂德对英国当局唯命是从，在由英国主导的政府内仅为一象征性元首。由于转为直辖殖民地运营成本较高，桑给巴尔苏丹国就此得到了保留。数月之后，在英国推动之下，哈茂德废除了一切形式的奴隶制。望获解放的奴隶需要本人前往政府办公室，过程缓慢。1891年奴隶总人数约为60,000人，而在此后十年中只有17,293人得到了解放。
王宫在战争中受损严重，其日后建构发生了巨大的变化。无法修复的后宫、灯塔和主宫均完全拆除。王宫区域转变为花园，后宫原址则建起一新宫殿。奇迹屋近乎完好无损，日后成为英国当局的秘书处所在地。1897年奇迹屋的修缮工程增添了一幢钟塔，以取代过去的灯塔。格拉斯哥号的遗骸长存于王宫前海港之中，海港的低水位则使桅杆在此后数年内仍旧可见。格拉斯哥号最终於1912年拆解。
参战的英国军官因战前和战时的举措而饱受伦敦和桑给巴尔政府赞许，多人获得升职或荣誉。亚瑟·雷克斯将军（非洲民兵部队指挥官）于1894年9月24日获得桑给巴尔荣耀星章一级（二等）奖励，1897年8月25日获得桑给巴尔哈茂德勋章一级奖励，日后晉昇為桑给巴尔陆军司令。劳埃德·马修斯将军（桑给巴尔陆军指挥官）于1897年8月25日获得大哈茂德勋章奖励，并成为桑给巴尔首席部长和财政官。巴兹尔·凯夫（领事）于1897年1月1日获得巴斯三等勋章奖励，并于1903年7月9日升职为总领事。哈里·罗森因在桑给巴尔的成绩而获得巴斯爵级司令勋章奖励，日后成为澳大利亚新南威尔士总督，并升衔为上将。罗森亦于1897年2月8日获得桑给巴尔荣耀星章一级奖励，1898年6月18日获得哈茂德勋章奖励。
或许正是由于皇家海军在战争中展现的极高效率，在此后67年保护国时期内，桑给巴尔再无反英起义情况发生。

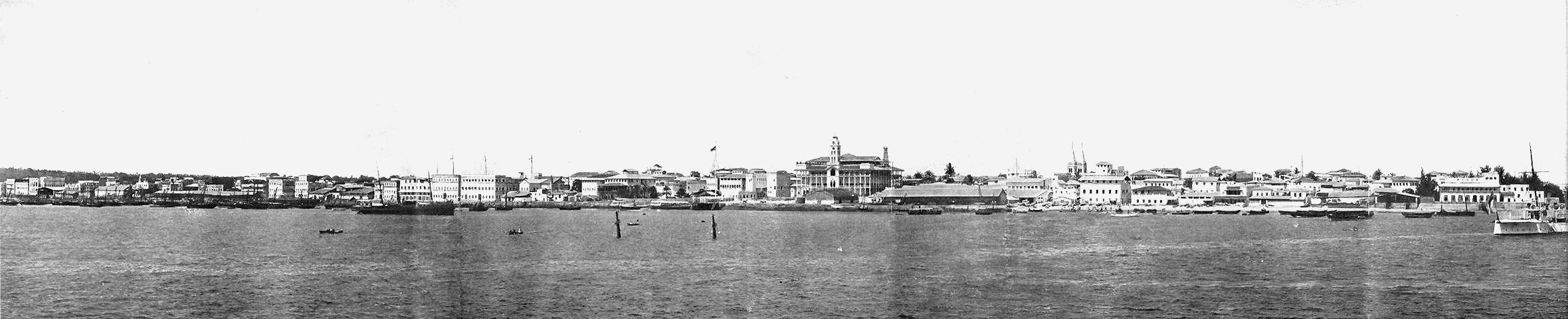
1902年摄桑给巴尔城海港全景图，东侧可见格拉斯哥号 (桑给巴尔)的桅杆。中间带钟塔及诸多阳台的白色建筑为奇迹屋，左侧为后宫和王宫，右侧为领事馆建筑。

## 时长
本场战争持续不到45分钟，被认为是史上有记载的最短战争。对于其具体时长说法不一，包括38分钟、40分钟和45分钟，但38分钟这一说法使用最为广泛。说法有别的原因是对于开战和完结的具体时间点看法不同。一些来源称开战时间为下令开火时间，即9时00分，但亦有来源称为正式开火时间，即9时02分。战争结束时间普遍为9时40分，即炮击终结和旗帜击落时，但其他来源则称为9时45分。即便是英国战舰对其记录亦有差异。圣乔治号称停火及哈立德逃入德国领事馆时间为9时35分，画眉号称为9时40分，浣熊号称为9时41分，菲洛墨拉号和麻雀号则称为9时45分。

## 延伸阅读
- Appiah, K. Anthony; Gates, Henry Louis, Jr. (编), , New York: Basic Books, 1999, ISBN 978-0-465-00071-5.
- Ayany, Samuel G., , Nairobi: East African Literature Bureau, 1970, OCLC 201465.
- Keane, Augustus H.,  1 2nd, London: Edward Stanford, 1907, OCLC 27707159.
- Scientific American, , Scientific American, 1896-09-26, 42 (1082): 17287–17292  [2016-12-17], （原始内容存档于2021-04-22）.